# Кромбахер
Кромбахер (нем. Krombacher Brauerei) —   немецкая пивоваренная компания из города Кройцталь (земля Северный Рейн-Вестфалия).
Полное название фирмы-производителя пива Кромбахер — Krombacher Brauerei Bernhard Schadeberg GmbH & Co. KG, и она была основана в 1947 году. Выпуская в год около 6,4 миллионов гектолитров пива марки Кромбахер (на 2008 год), фирма занимает 2-е место в списке немецких производителей пива. Наиболее популярный её сорт, пиво-пильзнер Krombacher Pils, ежегодно производится в количестве около 4,6 миллионов гектолитров и является самым покупаемым в Германии сортом пива. Кроме этого, фирма Krombacher Brauerei GmbH & Co. KG владеет правами на производство напитков марки Schweppes в Германии и в Австрии.
Пивное производство Кромбахер было основано в феврале 1803 года сыном владельца трактира Иоганнесом Хаазом. Так как разлив пива гостям в трактирах и гостиницах, согласно закону от 25 июля 1618 года, разрешался лишь тем хозяевам, кто имел свою пивоварню и производство солода, Иоганнес варил пиво при отцовском заведении. Воду для изготовления пива доставляли из горного минерального источника, находившегося западнее Кройцнаха и открытого в 1722 году. В октябре 1922 года пивоваренное предприятие Кромбахер перешло к Бернхарду Шадебергу, и с тех пор находится в совместном владении семейства Шадеберг.
С 2015 года пиво марки Krombacher стало самым продаваемым на рынке Германии с объёмом продаж в 5,49 млн. гектолитров, достигнув к 2017 году 5,76 млн.

## Сорта пива марки «Кромбахер» (выпускаемые в настоящее время)
- Krombacher Pils
- Krombacher Hell
- Krombacher Alkoholfrei (безалкогольное)
- Krombacher Radler (радлер)
- Krombacher Radler Alkoholfrei (безалкогольный радлер)
- Krombacher Weizenbier (нефильтрованное)
- Krombacher Weizenbier dunkel (нефильтрованное тёмное)
- Krombacher Weizenbier Alkoholfrei (нефильтрованное безалкогольное)
- Krombacher Dark (тёмное, только на экспорт)
- Krombacher Dunkel (то же, что Krombacher Dark, но для немецкого рынка)

## Экспорт пива марки «Кромбахер» (по странам, на 2005 год)
- Италия — 49,25 %
- Испания — 16,4 %
- Россия — 7,4 %
- Нидерланды — 3,0 %
- Великобритания — 3,0 %
- Греция — 2,8 %
- Франция — 2,7 %
- прочие — 15,5 %